# Ingénierie planétaire

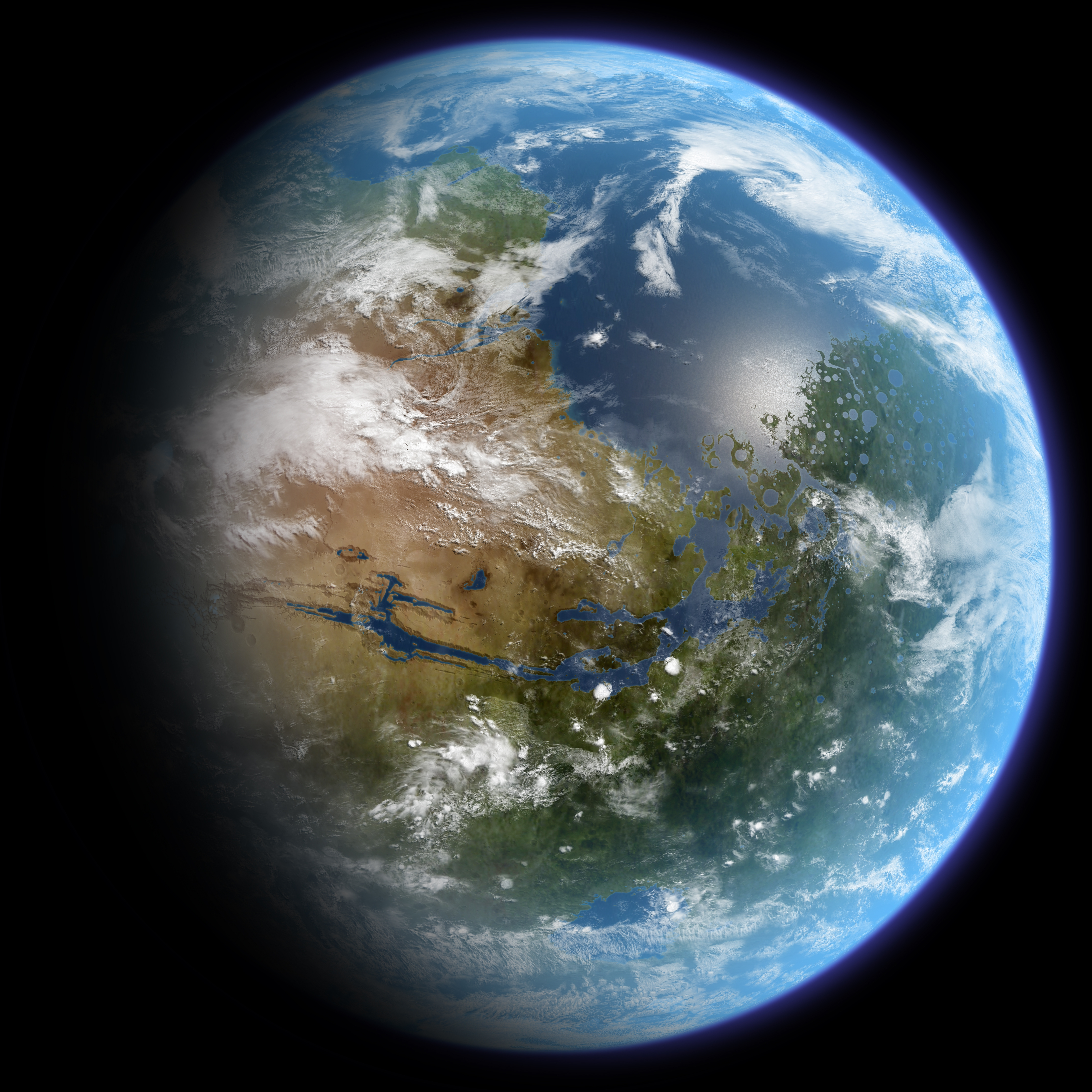
Vue d'artiste de Mars après terraformation.

Ne doit pas être confondu avec Terraformation.
L'ingénierie planétaire est l'application de la technologie dans le but de modifier les propriétés globales d'une planète. L'objectif de ce processus théorique est généralement de rendre d'autres mondes habitables pour la vie.
La forme probablement la plus connue d'ingénierie planétaire est la terraformation, par laquelle les conditions de la surface d'une planète sont modifiées de manière à être plus similaires à celles de la terre. D'autres types d'ingénierie planétaire incluent l'écopoïèse, l'introduction d'un écosystème dans un environnement dépourvu de vie. L'ingénierie planétaire tient pour le moment essentiellement du domaine de la science-fiction, si ce n'est que le réchauffement climatique sur la Terre montre que l'humain peut causer des changements à l'échelle globale.

## La terraformation
La terraformation est le processus hypothétique de modification de l'atmosphère, de la température ou de l'écosystème ou d'une planète, d'une lune ou d'un autre corps céleste pour les rendre semblables à ceux de la terre, afin de les rendre habitable pour les humains.

## La géoingénierie

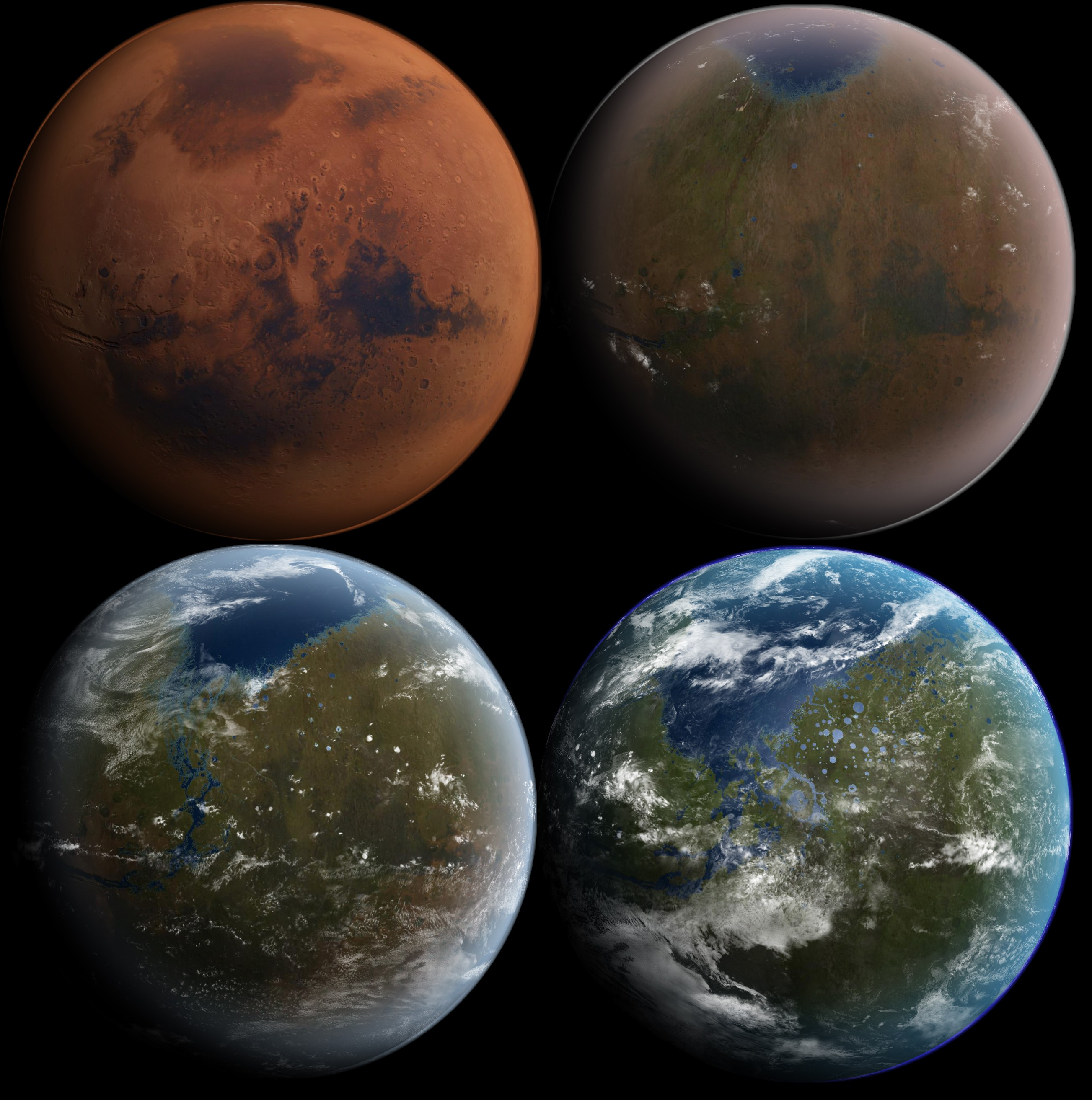
Vue d'artiste des phrases hypothétiques de la terraformation de Mars.

La géoingénierie consiste en l'application de techniques d'ingénierie planétaire à la Terre. Les propositions récentes se réfèrent principalement à des méthodes pour lutter contre le réchauffement planétaire, soit par retrait du dioxyde de carbone de l'atmosphère, soit par le biais de la gestion du rayonnement solaire (par exemple, en utilisant des miroirs dans l'espace) afin de compenser les effets du réchauffement dû aux changements climatiques.